# Nadieżda Kostiuczyk

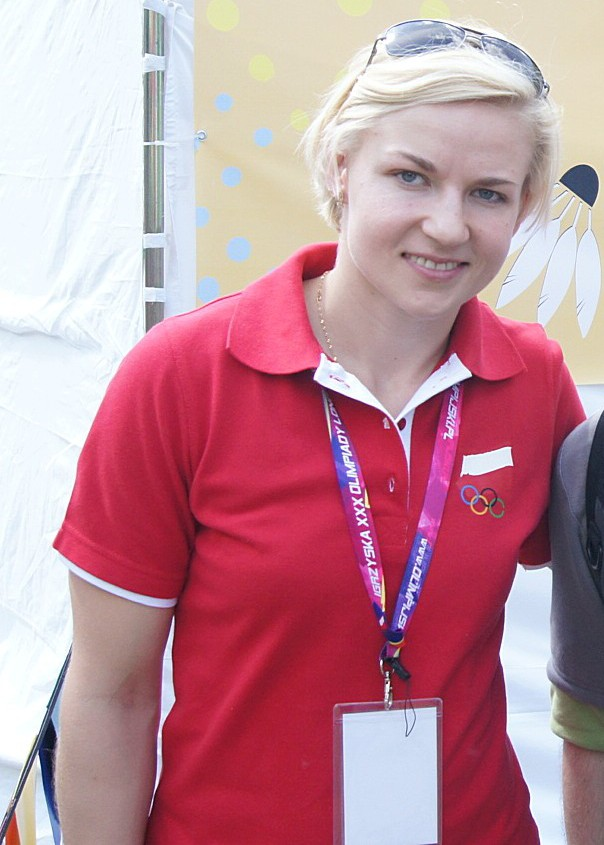
Nadieżda Kostiuczyk (2012)

Nadieżda „Nadja“ Kostiuczyk (belarussisch Надзея Касцючык/Nadseja Kaszjutschyk; * 21. Mai 1984 in Brest, verheiratete Nadieżda Zięba) ist eine polnische Badmintonspielerin belarussischer Herkunft.

## Sportliche Karriere
Nadieżda Kostiuczyk erntete ihre ersten Lorbeeren für Belarus, bevor sie 2002 nach Polen wechselte. Sie spielte für Polen auch bei Olympia 2008, wo sie im Mixed mit Robert Mateusiak 5. wurde. Auch bei der WM 2007 waren beide im Viertelfinale gescheitert. Schadlos hielten sie sich dagegen bei der EM 2008, wo sie Vizeeuropameister wurden.

## Sportliche Erfolge
| Saison    | Veranstaltung                               | Disziplin   | Platz | Name                                                                   |
| --------- | ------------------------------------------- | ----------- | ----- | ---------------------------------------------------------------------- |
| 1997      | Belarus: Einzelmeisterschaften der Junioren | Damendoppel | 1     | Irina Gourina / Nadieżda Kostiuczyk                                    |
| 1998      | Belarus: Einzelmeisterschaften der Junioren | Dameneinzel | 1     | Nadieżda Kostiuczyk                                                    |
| 1998      | Belarus: Einzelmeisterschaften der Junioren | Damendoppel | 1     | Nadieżda Kostiuczyk / Hanna Hrankina                                   |
| 1998      | Belarus: Einzelmeisterschaften der Junioren | Mixed       | 1     | Andrej Konach / Nadieżda Kostiuczyk                                    |
| 1999      | Belarus: Einzelmeisterschaften der Junioren | Damendoppel | 1     | Nadieżda Kostiuczyk / Hanna Hrankina                                   |
| 1999      | Belarus: Einzelmeisterschaften der Junioren | Dameneinzel | 1     | Nadieżda Kostiuczyk                                                    |
| 1999      | Belarus: Einzelmeisterschaften der Junioren | Mixed       | 1     | Maksim Konach / Nadieżda Kostiuczyk                                    |
| 2000      | Belarus: Einzelmeisterschaften              | Dameneinzel | 1     | Nadieżda Kostiuczyk                                                    |
| 2000      | Belarussische Einzelmeisterschaften         | Damendoppel | 1     | Olga Boyarovskaia / Nadieżda Kostiuczyk                                |
| 2000      | Belarus: Einzelmeisterschaften              | Mixed       | 1     | Andrej Konach / Nadieżda Kostiuczyk                                    |
| 2001      | Belarus: Einzelmeisterschaften              | Damendoppel | 1     | Olga Boyarovskaia / Nadieżda Kostiuczyk                                |
| 2001      | Belarus: Einzelmeisterschaften              | Dameneinzel | 1     | Nadieżda Kostiuczyk                                                    |
| 2002      | Belarus: Einzelmeisterschaften              | Dameneinzel | 1     | Nadieżda Kostiuczyk                                                    |
| 2002      | Belarus: Einzelmeisterschaften              | Damendoppel | 1     | Olga Boyarovskaia / Nadieżda Kostiuczyk                                |
| 2002      | Polnische Internationale Meisterschaften    | Damendoppel | 1     | Kamila Augustyn / Nadieżda Kostiuczyk                                  |
| 2002      | Slovak International                        | Mixed       | 1     | Andrej Konach / Nadieżda Kostiuczyk                                    |
| 2002      | Czech International                         | Mixed       | 1     | Andrej Konach / Nadieżda Kostiuczyk                                    |
| 2003      | Ungarn: Internationale Meisterschaften      | Damendoppel | 1     | Kamila Augustyn / Nadieżda Kostiuczyk                                  |
| 2003      | Finnland: Internationale Meisterschaften    | Damendoppel | 1     | Nadieżda Kostiuczyk / Kamila Augustyn                                  |
| 2004      | Bitburger Open                              | Damendoppel | 1     | Kamila Augustyn / Nadieżda Kostiuczyk                                  |
| 2004      | Swedish International Stockholm             | Damendoppel | 1     | Kamila Augustyn / Nadieżda Kostiuczyk                                  |
| 2004      | Portugal: Internationale Meisterschaften    | Damendoppel | 1     | Nadieżda Kostiuczyk / Kamila Augustyn                                  |
| 2004      | Polnische Einzelmeisterschaften             | Damendoppel | 1     | Kamila Augustyn / Nadieżda Kostiuczyk (Piast-b Słupsk / SKB Suwałki)   |
| 2004      | Schottland: Internationale Meisterschaften  | Damendoppel | 1     | Kamila Augustyn / Nadieżda Kostiuczyk                                  |
| 2005      | Polnische Einzelmeisterschaften             | Dameneinzel | 2     | Nadieżda Kostiuczyk (Skb Suwałki)                                      |
| 2005      | Polnische Einzelmeisterschaften             | Damendoppel | 1     | Kamila Augustyn / Nadieżda Kostiuczyk (Piast-b Słupsk / Skb Suwałki)   |
| 2005      | Polish International                        | Damendoppel | 1     | Kamila Augustyn / Nadieżda Kostiuczyk                                  |
| 2005      | Finnish International                       | Mixed       | 1     | Robert Mateusiak / Nadieżda Kostiuczyk                                 |
| 2005      | Slowakei: Internationale Meisterschaften    | Damendoppel | 1     | Kamila Augustyn / Nadieżda Kostiuczyk                                  |
| 2005      | Polnische Internationale Meisterschaften    | Mixed       | 1     | Robert Mateusiak / Nadieżda Kostiuczyk                                 |
| 2005      | Niederlande: Internationale Meisterschaften | Mixed       | 1     | Robert Mateusiak / Nadieżda Kostiuczyk                                 |
| 2005      | Tschechische Internationale Meisterschaften | Damendoppel | 1     | Nadieżda Kostiuczyk / Kamila Augustyn                                  |
| 2006      | Polnische Einzelmeisterschaften             | Damendoppel | 1     | Kamila Augustyn / Nadieżda Kostiuczyk (Piast-b Słupsk / Skb Suwałki)   |
| 2006      | Polnische Einzelmeisterschaften             | Mixed       | 1     | Robert Mateusiak / Nadieżda Kostiuczyk (Skb Suwałki)                   |
| 2006      | Bitburger Open                              | Mixed       | 1     | Robert Mateusiak / Nadieżda Kostiuczyk                                 |
| 2006/2007 | Dänemark: Internationale Meisterschaften    | Damendoppel | 1     | Kamila Augustyn / Nadieżda Kostiuczyk                                  |
| 2007      | Polnische Einzelmeisterschaften             | Damendoppel | 1     | Kamila Augustyn / Nadieżda Kostiuczyk (Skb Piast Słupsk / Skb Suwałki) |
| 2007      | Polnische Einzelmeisterschaften             | Mixed       | 1     | Robert Mateusiak / Nadieżda Kostiuczyk (Skb Suwałki)                   |
| 2007      | Polnische Internationale Meisterschaften    | Damendoppel | 1     | Kamila Augustyn / Nadieżda Kostiuczyk                                  |
| 2007      | Swiss Open                                  | Mixed       | 3     | Robert Mateusiak / Nadieżda Kostiuczyk                                 |
| 2007      | Polnische Internationale Meisterschaften    | Mixed       | 1     | Robert Mateusiak / Nadieżda Kostiuczyk                                 |
| 2007      | WM                                          | Mixed       | 5     | Robert Mateusiak / Nadieżda Kostiuczyk                                 |
| 2008      | Polnische Einzelmeisterschaften             | Mixed       | 1     | Robert Mateusiak / Nadieżda Kostiuczyk (Skb Suwałki)                   |
| 2008      | Polnische Einzelmeisterschaften             | Damendoppel | 1     | Kamila Augustyn / Nadieżda Kostiuczyk (Skb Piast Słupsk / Skb Suwałki) |
| 2008      | Olympia                                     | Mixed       | 5     | Robert Mateusiak / Nadieżda Kostiuczyk                                 |
| 2008      | EM                                          | Mixed       | 2     | Robert Mateusiak / Nadieżda Kostiuczyk                                 |
| 2012      | Badminton-Europameisterschaft               | Mixed       | 1     | Robert Mateusiak / Nadieżda Zięba                                      |
| 2012      | Bitburger Open                              | Mixed       | 2     | Robert Mateusiak / Nadieżda Zięba                                      |
| 2013      | Polish Open                                 | Mixed       | 1     | Robert Mateusiak / Nadieżda Zięba                                      |